# Order „Za osobiste męstwo” (Białoruś)
Order „Za osobiste męstwo” (biał. Ордэн «За асабістую мужнасць», ros. Орден «За личное мужество») – białoruskie odznaczenie państwowe.

## Historia
Odznaczenie został ustanowiony ustawą Rady Najwyższej Republiki Białoruskiej nr 3726 - XII z dnia 13 kwietnia 1995 roku art. 8 pkt. 4. Ustawa ta określała, że order ten jest nadawany za osobiste czyny dokonane w ekstremalnych okolicznościach i wyjątkową odwagą.
W dniu 6 września 1999 roku dekretem Prezydenta Białorusi nr 516 określono jego wygląd, a w dniu 18 maja 2004 r. Ustawą Prezydenta Białorusi nr N 288-3 uchylono ustawę z 1995 roku, zachowując na podstawie art. 4 Order „Za osobiste męstwo”, a w art. 9 ustalono za jakie zasługi jest nadawany.
Pierwsze nadanie miało miejsce w 8 października 1997 roku.

## Zasady nadawania
Zgodnie z art. 9 order może być nadawany obywatelom:
- za wyjątkową odwagę i osobiste męstwo okazane podczas wykonywanie służby wojskowej, obowiązków obywatelskich lub urzędowych
- za bezinteresowne czyny dokonane w ekstremalnych okoliczności
- za odwagę w obronie granicy państwowej
- za odwagę w zakresie ochrony porządku publicznego
- za odważne i zdecydowane działania w okoliczności zagrożenia dla życia.

Odznaczenie jest nadawane przez Prezydenta Białorusi.
Do chwili obecnej odznaczeniem tym wyróżniono tylko 54 osoby.

## Opis odznaki
Odznakę odznaczenie jest wykonana ze srebra i pozłacana. Jest to pokryty emalią koloru czerwonego krzyż pomiędzy którego ramionami znajdują się pozłacane promienie. Krawędzie krzyża są pozłacane. W środku krzyża jest okręg o średnicy 22 mm, pokryty białą emalią, w górnej części koła jest napisem w języku białoruskim ЗА АСАБІСТУЮ МУЖНАСЬЦЬ (pol. Za osobiste męstwo), a dolnej dwie gałęzie liści laurowych. Środek okręgu pokryty jest ciemnoczerwoną emalią i znajduje się tam złota pięcioramienna gwiazda. Na ramionach pionowych krzyża umieszczony jest pozłacany miecza, którego ostrze skierowane jest ku dołowi, a środkowa część znajduje się pod okręgiem. Rewers jest gładki, na nim wybity kolejny numer orderu.
Odznaka zawieszona jest na pięciokątnej zawieszce pokrytej wstążką koloru złotego, w środku znajduje się szeroki pasek koloru bordowego, po bokach na krawędziach z lewej biały a z prawej bordowy wąski pasek.